# 歴史ROMAN 産業遺産
歴史ROMAN 産業遺産（れきしロマン・さんぎょういさん）は日経CNBC開局10周年（1999年に日経サテライトニュースとCNBCのチャンネル統合が実施されてから）を迎えるにあたり、同局と、一部のTXN系列で放送されている紀行番組である。

## 概要
- 日本の高度経済成長を支えた20世紀の産業遺産を全国各地に取材し、その基礎を築いた先人たちの知恵を後世に伝えていこうとする番組である。
- 第1部=2008年4月から9月　ナビゲーター・田中美里
- 第2部=2008年10月から2009年3月　ナビゲーター・内山理名
- テレビ東京における放送日時
  - 第1部=2008年7月4日から9月19日…毎週金曜日4:40 ～ 5:10
  - 第2部=2009年1月9日から3月27日…毎週金曜日4:35 ～ 5:05
- 日経CNBCにおける放送日時　原則として隔週土曜日13時から13時30分を初回放送として更新し、以後は日曜日7時30分から8時、火曜日21時から21時30分に再放送するローテーションを2週間繰り返す。（リピートを含めて合計6回放送）
- 一つのテーマについて、前・後編の2部構成で描く。